# Pica (genre)
Genre
Pica est un genre de passereaux de la famille des Corvidae. Il regroupe des espèces appelées pies.

## Liste des espèces
Selon la classification de référence du Congrès ornithologique international (version 15.1, 2025) :
- Pica pica (Linnaeus, 1758) — Pie bavarde
- Pica mauritanica Malherbe, 1845 — Pie du Maghreb
- Pica asirensis Bates, 1936 — Pie d'Arabie
- Pica serica Gould, 1845 — Pie orientale
- Pica bottanensis Delessert, 1840 — Pie de Delessert
- Pica hudsonia (Sabine, 1823) — Pie d'Amérique
- Pica nuttalli (Audubon, 1837) — Pie à bec jaune

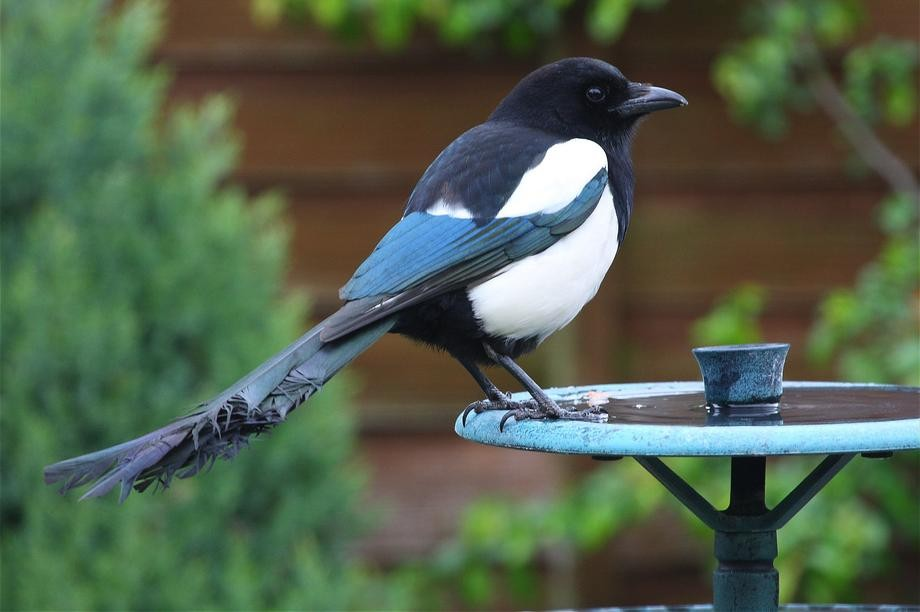
Pica pica
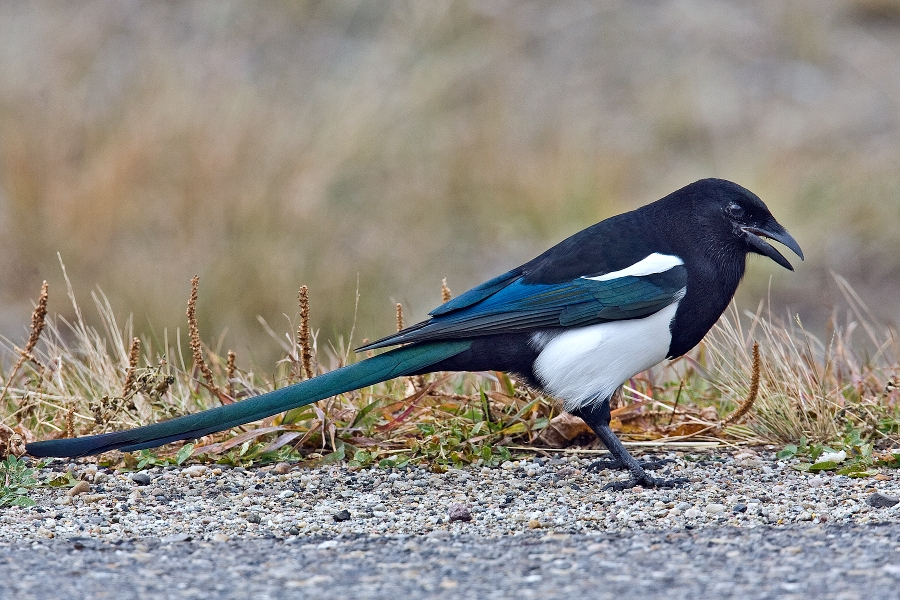
Pica hudsonia
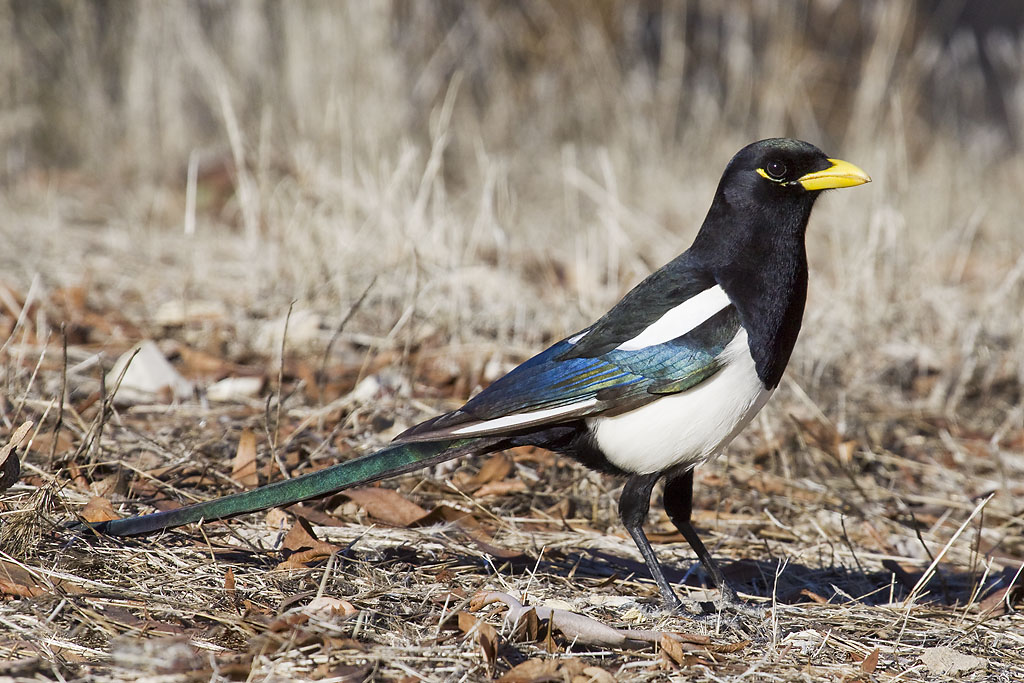
Pica nuttalli

## Taxonomie
Le nom valide complet (avec auteur) de ce taxon est Pica Brisson, 1760.
Ce taxon porte en français le nom vernaculaire ou normalisé suivant : Pie bavarde.